# Gare de Vaux-et-Chantegrue
La gare de Vaux-et-Chantegrue est une gare ferroviaire française fermée de la ligne de Dijon-Ville à Vallorbe (frontière), située sur le territoire de la commune de Vaux-et-Chantegrue, dans le département du Doubs, en région Bourgogne-Franche-Comté. 

## Situation ferroviaire
Établie à 870 mètres d'altitude, la gare de Vaux-et-Chantegrue est située au point kilométrique (PK) 446,089 de la ligne de Dijon-Ville à Vallorbe (frontière), entre les gares ouvertes de Frasne et de Labergement-Sainte-Marie.

## Service des voyageurs

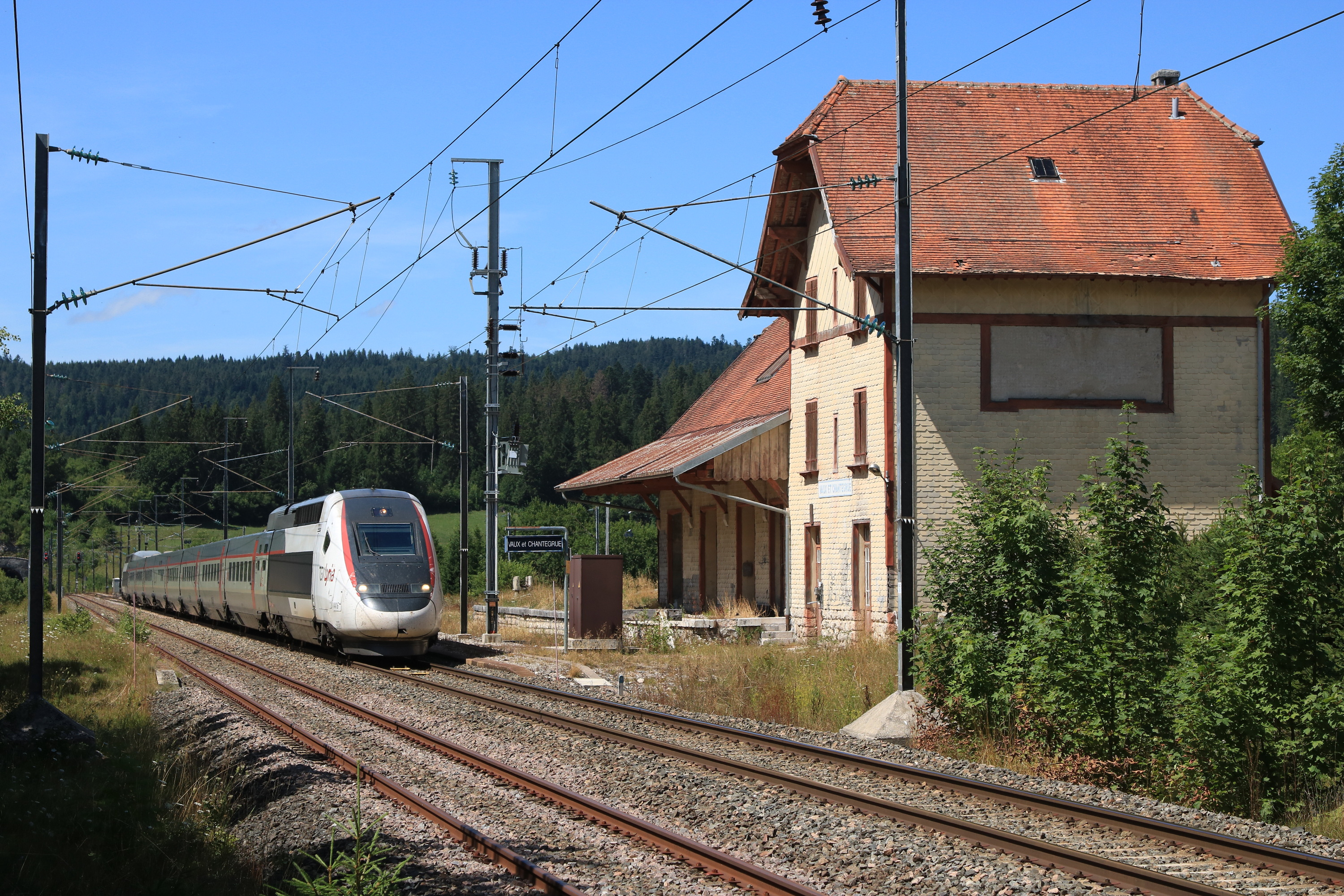
Un TGV Paris - Lausanne franchit la gare sans s'arrêter, sur la voie directe.

La gare est fermée à tout trafic. Le quai de la voie directe ainsi que la pancarte nominative sont toujours présents en 2019.